# Groupe Jean Coutu
Pour les articles homonymes, voir Jean Coutu.
Le groupe Jean Coutu est une entreprise québécoise fondée par Jean Coutu et Louis Michaud en 1969. Elle est spécialisée dans les pharmacies franchisées.  
Le groupe est, depuis 2004, la 4e chaîne de pharmacies la plus importante au Canada. 
Jean-Coutu est depuis 2017 une filiale du groupe Metro.  

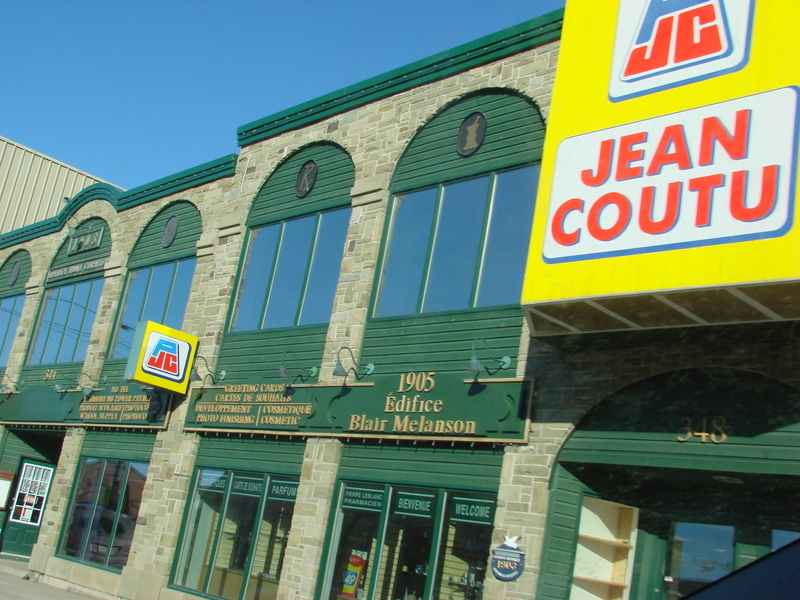
Une pharmacie Jean Coutu à Shédiac, au Nouveau-Brunswick.

## Histoire
Jean Coutu et Louis Michaud fondent leur première pharmacie (appelée « Pharm-Escomptes Jean Coutu ») en 1969 à Montréal. Principe révolutionnaire à l'époque, ils basent leur commerce sur la vente de produits pharmaceutiques à escompte et sur des heures d'ouverture prolongées.
En 1972, une filiale informatique est formée et portera le nom de « Centre d’information RX ltée ».  Elle aura comme mission de développer et d’implanter des solutions technologiques pour améliorer l’efficacité de ses opérations.
En 1973, la société Farmico est fondée, précurseure du futur Groupe Jean Coutu, abrégé en PJC inc. À ce moment, le groupe ouvre un service de franchises. Le siège social est déménagé à Longueuil en 1976. Onze ans plus tard, PJC regroupe 118 franchises au Québec, en Ontario, au Nouveau-Brunswick[réf. souhaitée]. 
Finalement, les deux fils de Jean Coutu prendront part à la direction de l'entreprise. Lorsqu'elle s'étend aux États-Unis, Michel dirige cette division. C'est lui qui pilotera l'acquisition des pharmacies Brooks, première grosse transaction du groupe en sol américain. François Jean, pour sa part, prendra le relais de son père pour la portion canadienne de l'entreprise.
En 2004, PJC acquiert les pharmacies Eckerd (en) pour la somme de 2,4 milliards CAD et s'impose en tant qu'un des leaders dans son domaine en Amérique du Nord. Au deuxième trimestre de 2005, la société a enregistré une perte de change de 19,7 millions de dollars américains sur des éléments liés à l'acquisition d'Eckerd. L’intégration de ces pharmacies est plus difficile que prévu. Le 10 novembre 2005, pour soulager le fardeau de ses deux fils, Jean Coutu reprend le poste de PDG.
En 2005, le Centre d’information RX, situé près du siège social à Longueuil, est agrandi pour répondre à la croissance de l’entreprise.   Les services informatiques sont centralisés et desservent les réseaux canadiens et américains, les sièges sociaux et les centres de distribution.
La construction du pavillon Jean-Coutu de la faculté de pharmacie de l'Université de Montréal a débuté en 2002 pour finalement être fonctionnel en 2005. Le Groupe PJC inc. a versé un don de 12,5 millions CAD pour sa construction.[réf. souhaitée]
En 2005, l'entreprise éprouve des problèmes d'approvisionnement de ses pharmacies aux États-Unis.
En août 2006, le groupe annonce la cession de toutes ses activités américaines à Rite Aid en échange de 32 % du capital-actions de cette dernière. La transaction est évaluée à 3,44 milliards USD.
En juillet 2013, la Société a procédé à la vente des dernières actions de Rite Aid qu’elle détenait. À la suite de la vente de ces actions, la Société ne possède plus d’actions de Rite Aid.
Le 29 mai 2013, Jean Coutu a annoncé que le siège social à Longueuil, désormais trop petit à l'emplacement actuel, va déménager à Varennes, situé au bordure de l'autoroute 30 pour le coût de 190 millions de dollars. Les transferts s'effectueront d'octobre 2015 à juin 2016.
En septembre 2017, Metro annonce l'acquisition du groupe Jean Coutu pour 3,6 milliards de dollars américains.